# مبارك ومسعود (مسلسل)
مبارك ومسعود سلسلة كوميدية مغربية عرضت في رمضان لسنة 2008 بطولة محمد الخياري وعبد الخالق فهيد وعبد القادر مطاع وآخرين.
تحكي حكاية مبارك الرجل المنحوس وابن اخيه مسعود ومكافحته للزواج بابنة الرسام عبد القادر مطاع.

## طاقم التمثيل
- محمد الخياري: مبارك
- عبد الخالق فهيد: مسعود
- عبد القادر مطاع: المعطي المعطاوي الرسام
- إبراهيم خاي: النقطة ولد الشيخ النقشة
- فاطمة الزهراء العروسي: ابنة المعطي الرسام
- عبد الهادي لبنين: الشيخ النقشة
- البشير وكين: بائع الأشرطة والسيديهات
- فاطمة الزهراء الابراهيمي: شامة
- إلهام واعزيز: موظفة في البنك
- جواد العلمي: المسكوت
- جناح التامي: الساكت